# Norm Coleman

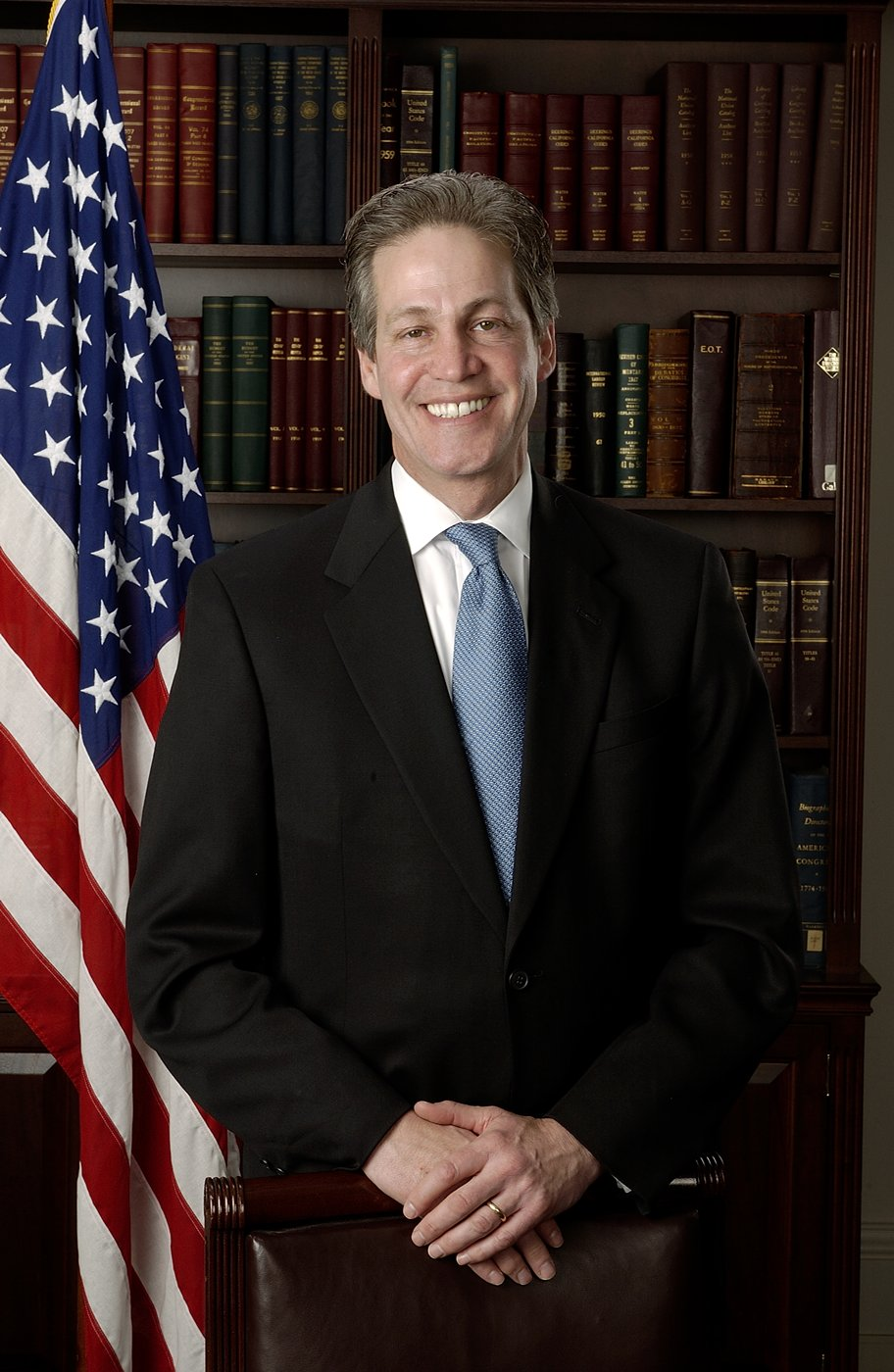
Norm Coleman

Norman Bertram „Norm“ Coleman Jr. (* 17. August 1949 in Brooklyn, New York City) ist ein US-amerikanischer Politiker. Er war Bürgermeister von St. Paul und saß von 2003 bis 2009 für Minnesota im Senat der Vereinigten Staaten.

## Leben
Coleman heiratete nach seinem Universitätsabschluss die Schauspielerin Laurie Coleman, mit der er zwei Kinder hat.
1994 wurde er Bürgermeister von St. Paul. Zwei Jahre später wechselte Coleman von der DFL in die Republikanische Partei. Bei seiner Kandidatur 1998 um das Amt des Gouverneurs von Minnesota scheiterte er gegen Jesse Ventura. 2002 wurde Coleman in den Senat gewählt, als er sich knapp gegen Walter Mondale, der kurzfristig für den tödlich verunglückten Paul Wellstone eingesprungen war, durchsetzen konnte.
Colemans politische Arbeit hat sich im Laufe seiner Karriere stark verändert. War er zu Beginn noch ein liberaler Demokrat, der sich in den 1970er Jahren für die Anti-Kriegsbewegung einsetzte, so wandelte er sich später zum konservativen Republikaner. Er ist ein aktiver Gegner von Homo-Ehe und Abtreibung. Andererseits spricht er sich gegen die Todesstrafe aus, was für einen konservativen US-Politiker durchaus ungewöhnlich ist. 2006 wurde bekannt, dass Coleman über IP-Adressen des Senats zu seinen Gunsten Formulierungen in der englischsprachigen Wikipedia ändern ließ. Dies stieß in den Massenmedien und innerhalb der Wikipedia auf Kritik.
2008 lieferte er sich mit dem demokratischen Herausforderer Al Franken einen erbitterten Wahlkampf. Nachdem Coleman bei der ersten Auszählung der Wahlzettel noch mit 215 Stimmen vorne gelegen hatte, wurde nach der notwendig gewordenen Neuauszählung Al Franken mit einem knappen Vorsprung zum Wahlsieger erklärt. Da es nach Colemans Ansicht zu Unregelmäßigkeiten bei der Zählung der Stimmzettel gekommen war, legte er Rechtsmittel ein. Als am 30. Juni 2009 der Minnesota Supreme Court bestätigte, dass Franken die meisten Stimmen erhalten habe, gestand Coleman seine Niederlage ein und gratulierte Franken zum Sieg.